# Bythinella molcsanyi
Bythinella molcsanyi is een slakkensoort uit de familie van de Hydrobiidae. De wetenschappelijke naam van de soort is voor het eerst geldig gepubliceerd in 1941 door H. Wagner.